# Vermelho Novo
Vermelho Novo est une municipalité brésilienne de l'État du Minas Gerais et la microrégion de Ponte Nova.